# Ruiqi Liu
Ruiqi "Ricky" Liu (chinois : 刘瑞祺 ; pinyin : Liú Ruìqí), né le 4 septembre 2006 à Shanghai, est un pilote automobile chinois. En 2025, il est engagé en Championnat d'Europe de Formule Régionale avec Trident.

## Carrière

### Karting
La carrière de Liu débute en karting en 2016. Il connaît ses premiers succès en 2018 en remportant des manches du championnat de karting de Chine à Shanghai et Jinhua. L'année suivante, il s"illustre en remportant le Championnat asiatique de karting dans la catégorie X30 Junior, affrontant des pilotes comme Gerrard Xie et Bianca Bustamante.

#### Grand Prix de Karting de Macao
Liu fait ses débuts au Grand Prix International de Karting de Macao en 2017 avec l'équipe Mars Racing. Dans la catégorie Mini Rok du championnat Asian Karting Open, Liu termine à la 19ᵉ place lors de la course finale.
Liu participe de nouveau au Grand Prix International de Karting de Macao en 2018, dans la catégorie Mini Rok du Championnat Asiatique de Karting, avec l'équipe Mars Racing. Il termine le week-end à la 7ᵉ place lors de la finale.
Liu fait sa dernière apparition au Grand Prix International de karting en 2019 avec l'équipe Mars Racing Team, en participant à la catégorie Formula 125 Junior du Championnat d'Asie de Karting. Il termine la pré-finale à la 23e place et la finale à la 18e place.

### Formule 4

#### 2022
Liu fait ses débuts en monoplace fin 2022, en participant à l'épreuve du Lausitzring dans le cadre du championnat ADAC de Formule 4 avec l'équipe US Racing. Son meilleur résultat est une 9ᵉ place lors de la deuxième des trois courses.
Il participe également aux deux dernières manches du championnat italien de Formule 4 avec AKM Motorsport, mais avec un succès limité. Son meilleur résultat est une 28e place à Mugello. Il se classe 55e du championnat pilotes.

#### 2023

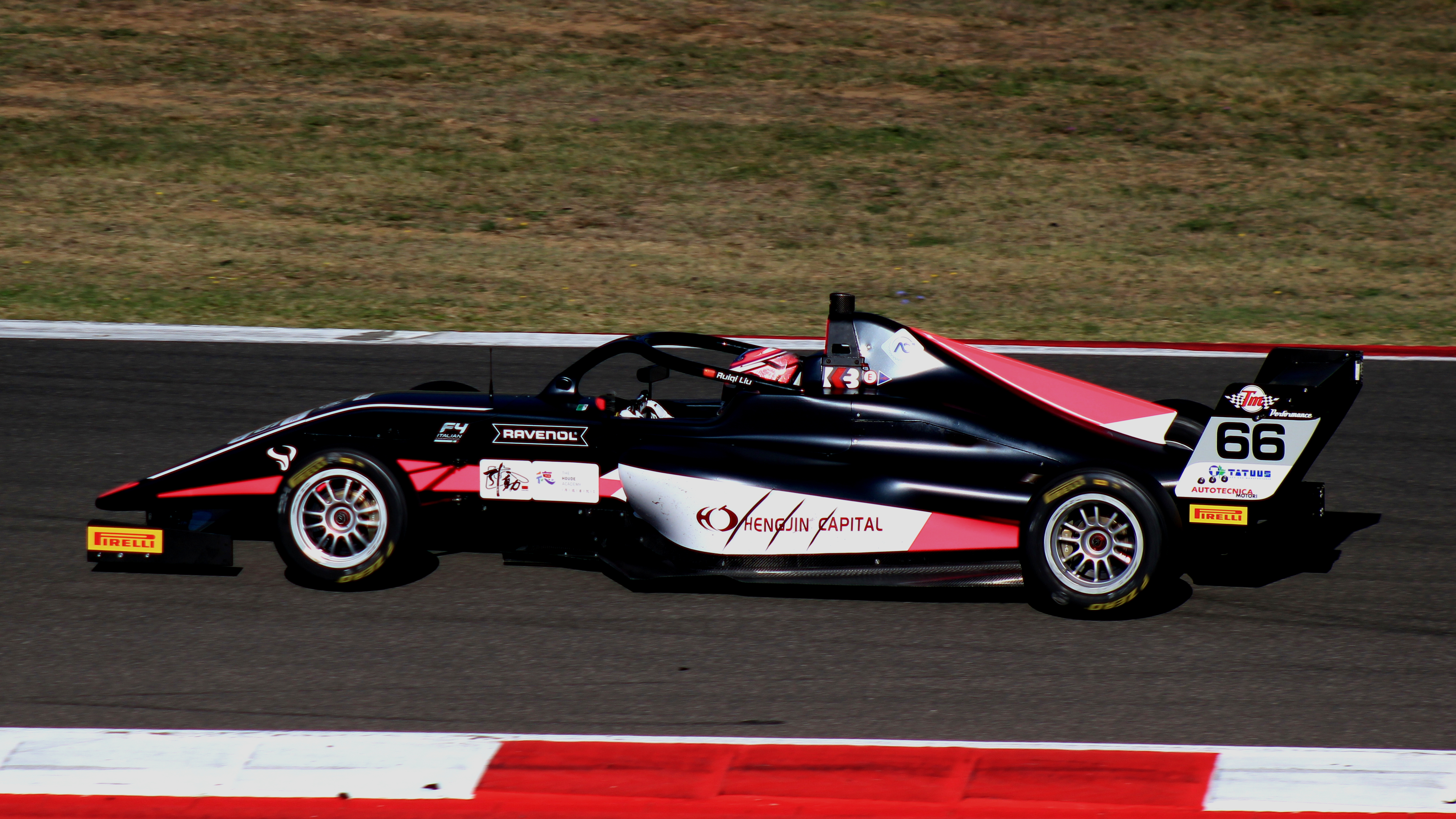
Ruiqi Liu en Formule 4 italienne en 2023 au Mugello.

Début 2023, Liu rejoint la Formula Winter Series avec US Racing. Il termine 4ᵉ du championnat, décrochant trois podiums et réalisant un tour le plus rapide pour un total de 96 points.
Sa saison principale se déroule dans le Championnat d’Italie de Formule 4, toujours avec US Racing. Il peine à être compétitif, ne marquant aucun point et obtenant pour meilleur résultat une 13ᵉ place à plusieurs reprises. Il termine 30ᵉ du championnat, derrière tous ses coéquipiers engagés à plein temps.

### Formule Régionale

#### 2024

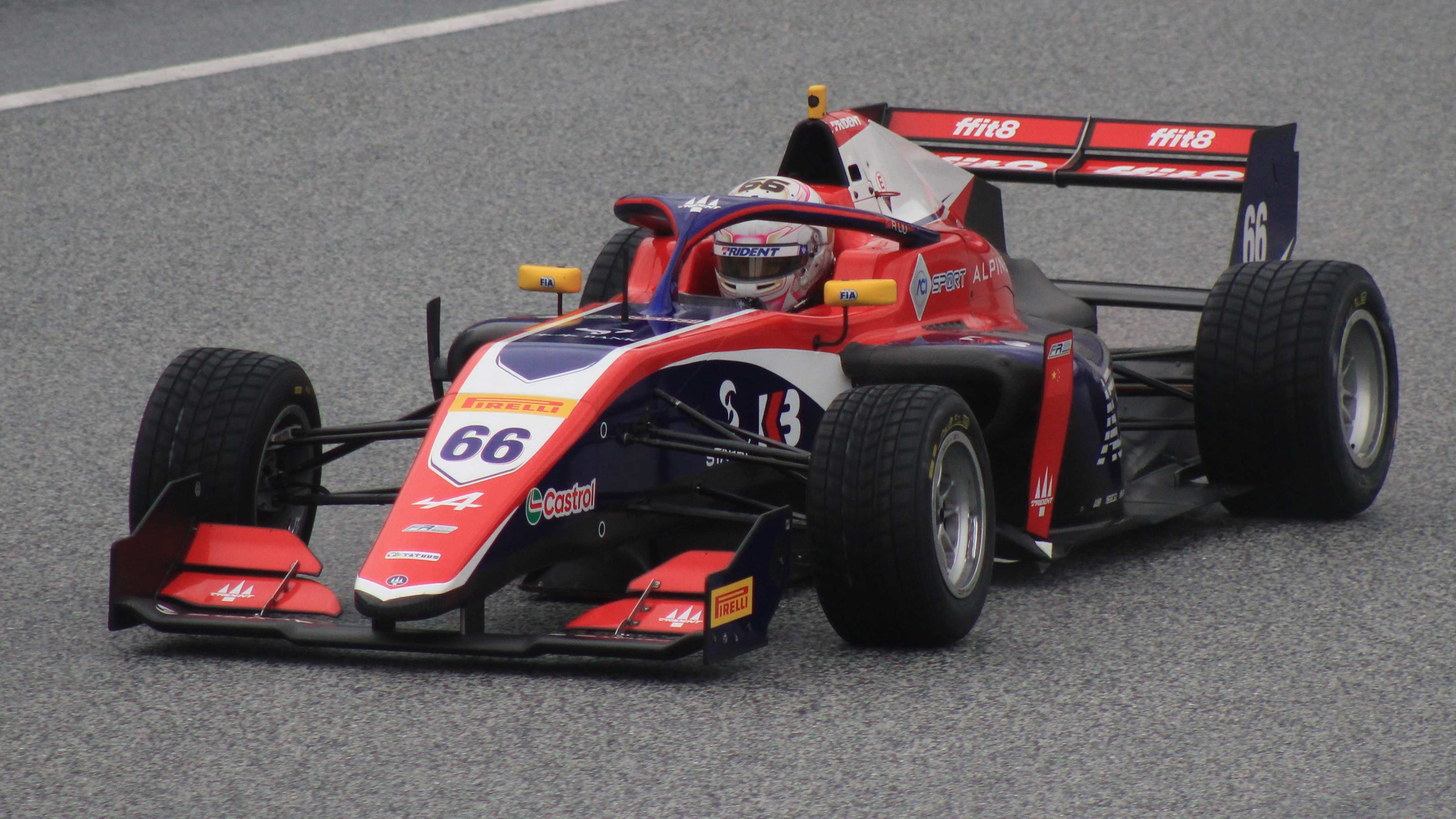
Ruiqi Liu en Formule Régionale en 2024 à Spielberg.

Liu participe au Championnat du Moyen-Orient de Formule Régionale 2024 avec PHM AIX Racing, aux cotés de Taylor Barnard, Brando Badoer et Tasanapol Inthraphuvasak. En décembre 2023, il est annoncé qu'il participerait au Championnat d'Europe de Formule Régionale avec Trident pour la saison 2024, en tant que coéquipier de Roman Bilinski et de Nicola Lacorte. Il participe également au Grand Prix de Macao avec l'équipe PHM Racing.

#### 2025
Liu participe au Championnat du Moyen-Orient de Formule Régionale avec Origine Motorsport. Pour sa deuxième saison dans le championnat, il fait équipe avec Wang Zhongwei. Pour la première course de l'année, il termine quatorzième. Lors de la première course de la deuxième manche, il termine treizième. Lors de la troisième course, il termine onzième. Il termine de nouveau onzième lors de la troisième course de la troisième manche. Lors la quatrième manche, il termine treizième de la deuxième course.
Liu reste chez Trident pour le championnat d'Europe de Formule Régionale, aux côtés de Matteo De Palo et de Nandhavud Bhirombhakdi.

## Résultats en Karting

### Résultats du Macao International Kart Grand Prix
| Saison | Championnat                     | Ecurie           | Catégorie          | Pre-Finale | Finale |
| ------ | ------------------------------- | ---------------- | ------------------ | ---------- | ------ |
| 2017   | Asian Karting Open Championship | Mars Racing Team | Mini Rok           | 20th       | 19th   |
| 2018   | Asian Karting Open Championship | Mars Racing Team | Mini Rok           | ?          | 7th    |
| 2019   | Asian Karting Open Championship | Mars Racing Team | Formula 125 Junior | 23rd       | 18th   |

## Résultats en carrière

### Résultats en monoplace
| Saison | Championnat                          | Écurie                 | Courses | Victoires | Pole positions | Meilleurs tours | Podiums | Points | Classement |
| ------ | ------------------------------------ | ---------------------- | ------- | --------- | -------------- | --------------- | ------- | ------ | ---------- |
| 2022   | Championnat d'Allemagne de Formule 4 | US Racing              | 3       | 0         | 0              | 0               | 0       | 4      | 19e        |
| 2022   | Championnat d'Italie de Formule 4    | AKM Motorsport         | 5       | 0         | 0              | 0               | 0       | 0      | 55e        |
| 2023   | Formula Winter Series                | US Racing              | 8       | 0         | 0              | 1               | 3       | 96     | 4e         |
| 2023   | Championnat d'Italie de Formule 4    | US Racing              | 21      | 0         | 0              | 0               | 0       | 0      | 30e        |
| 2023   | Championnat d'Euro 4                 | US Racing              | 9       | 0         | 0              | 0               | 0       | 14     | 14e        |
| 2023   | Championnat de Chine de Formule 4    | Smart Life Racing Team | 8       | 3         | 3              | 2               | 7       | 141    | 4e         |
| 2024   | Formule Régionale Moyen-Orient       | PHM AIX Racing         | 15      | 0         | 0              | 0               | 0       | 0      | 26e        |
| 2024   | Formule Régionale Europe             | Trident                | 20      | 0         | 0              | 0               | 0       | 3      | 22e        |
| 2024   | Championnat de Chine de Formule 4    | Black Blade GP         | 2       | 0         | 0              | 0               | 1       | 25     | 15e        |
| 2024   | Coupe du monde de Formule Régionale  | PHM Racing             | 2       | 0         | 0              | 0               | 0       | N/A    | Abandon    |
| 2025   | Formule Régionale Moyen-Orient       | Origine Motorsport     | 12      | 0         | 0              | 0               | 0       | 4      | 20e        |
| 2025   | Formule Régionale Europe             | Trident                | 12      | 0         | 0              | 0               | 0       | 2      | 19e        |

### Résultats en championnat d'Italie de Formule 4
(Les courses en gras indiquent une pole position) (les courses en italique indiquent un meilleur tour)
| Saison | Ecurie    | 1        | 2     | 3         | 4         | 5         | 6        | 7        | 8        | 9        | 10       | 11        | 12       | 13       | 14       | 15        | 16       | 17        | 18       | 19       | 20       | 21        | 22       | Pos | Points |
| ------ | --------- | -------- | ----- | --------- | --------- | --------- | -------- | -------- | -------- | -------- | -------- | --------- | -------- | -------- | -------- | --------- | -------- | --------- | -------- | -------- | -------- | --------- | -------- | --- | ------ |
| 2022   | US Racing | IMO 1    | IMO 2 | IMO 3     | MIS 1     | MIS 2     | MIS 3    | SPA 1    | SPA 2    | SPA 3    | VLL 1    | VLL 2     | VLL 3    | RBR 1    | RBR 2    | RBR 3     | RBR 4    | MNZ 1 Abd | MNZ 2 32 | MNZ 3 A  | MUG 1 28 | MUG 2 34† | MUG 3 29 | 55e | 0      |
| 2023   | US Racing | IMO 1 18 | IMO 2 | IMO 3 Abd | IMO 4 Abd | MIS 1 28† | MIS 2 15 | MIS 3 13 | SPA 1 15 | SPA 2 23 | SPA 3 13 | MNZ 1 28† | MNZ 2 18 | MNZ 3 14 | LEC 1 19 | LEC 2 Abd | LEC 3 26 | MUG 1 18  | MUG 2 21 | MUG 3 13 | VLL 1 32 | VLL 2 14  | VLL 3 20 | 30e | 0      |

† N'a pas terminé la course mais est classé.

### Résultats en championnat du Moyen-Orient de Formule Régionale
(Les courses en gras indiquent une pole position) (les courses en italique indiquent un meilleur tour)
| Saison | Ecurie             | 1         | 2          | 3         | 4         | 5         | 6         | 7         | 8          | 9         | 10        | 11        | 12        | 13        | 14         | 15        | Pos  | Points |
| ------ | ------------------ | --------- | ---------- | --------- | --------- | --------- | --------- | --------- | ---------- | --------- | --------- | --------- | --------- | --------- | ---------- | --------- | ---- | ------ |
| 2024   | PHM Racing         | YMC1 1 22 | YMC1 2 15  | YMC1 3 21 | YMC2 1 24 | YMC2 2 20 | YMC2 3 18 | DUB1 1 19 | DUB1 2 Abd | DUB1 3 17 | YMC3 1 13 | YMC3 2 21 | YMC3 3 13 | DUB2 1 17 | DUB2 2 Abd | DUB2 3 24 | 26e  | 0      |
| 2025   | Origine Motorsport | YMC1 1 14 | YMC1 2 22† | YMC1 3 19 | YMC2 1 13 | YMC2 2 17 | YMC2 3 11 | DUB 1 13  | DUB 2 13   | DUB 3 11  | YMC3 1 19 | YMC3 3 13 | YMC3 3 20 | LUS 1     | LUS 2      | LUS 3     | 19e* | 4*     |

### Résultat en championnat d'Europe de Formule Régionale
(Les courses en gras indiquent une pole position) (les courses en italique indiquent un meilleur tour)
| Saison | Ecurie  | 1        | 2        | 3        | 4        | 5        | 6        | 7       | 8        | 9        | 10       | 11       | 12       | 13       | 14       | 15        | 16       | 17       | 18        | 19        | 20       | Pos | Points |
| ------ | ------- | -------- | -------- | -------- | -------- | -------- | -------- | ------- | -------- | -------- | -------- | -------- | -------- | -------- | -------- | --------- | -------- | -------- | --------- | --------- | -------- | --- | ------ |
| 2024   | Trident | HOC 1 17 | HOC 2 18 | SPA 1 18 | SPA 2 18 | ZAN 1 25 | ZAN 2 23 | HUN 1 9 | HUN 2 18 | MUG 1 13 | MUG 2 10 | LEC 1 14 | LEC 2 17 | IMO 1 17 | IMO 2 18 | RBR 1 Abd | RBR 2 18 | CAT 1 18 | CAT 2 Abd | MNZ 1 24† | MNZ 2 20 | 22e | 3      |
| 2025   | Trident | MIS 1    | MIS 2    | SPA 1    | SPA 2    | ZAN 1    | ZAN 2    | HUN 1   | HUN 2    | LEC 1    | LEC 2    | IMO 1    | IMO 2    | RBR 1    | RBR 2    | CAT 1     | CAT 2    | HOC 1    | HOC 2     | MNZ 1     | MNZ 2    | TBD | TBD    |